# Фози, Лейла
Лейла Мохамад Фози (араб. هندليلى فوزي‎; 20 октября 1918, Турция — 12 января 2005, Каир) — египетская актриса.

## Биография
Фози родилась в семье египтянина и турчанки. Её отец владел магазинами тканей в Каире, Дамаске и Стамбуле. В 1940 году выиграла конкурс «Мисс Египет» и получила небольшую роль в египетском фильме Ниязи Мустафы «Фабрика жён» в 1941 году.
Начала свою карьеру в кино, в возрасте 17 лет, в роли статиста в фильме «Фабрика жён» Ниязи Мустафы, выпущенном в 1941 году, затем снялась в фильме «Защита любви» Мохаммеда Карима.
Её проводником в большое кино стал режиссёр Того Мизрахи, который дал ей главные роли сначала в ленте «Али-Баба и сорок разбойников» в 1942 году, затем в картине «Vive les femmes» в следующем году и в фильме «Нур Эддин и три моряка» в 1944 году. Съёмки в этих фильмах позволили ей стать одной из звёзд египетского кино того времени.
Одной из лучших и наиболее успешных ролей актрисы является её роль в романтической мелодраме Генри Бараката «Мирная ночь» (Sagua el lail) 1948 года .
Трижды была замужем. Умерла в 2005 году в Каире .

## Избранная фильмография
- Fares daher el-kheir (2001)
- Hawanem Garden City (сериал, 1997–1998)
- El Motwahesha (1979)
- Александрия... Почему? (1979)
- Darbet shams (1978)
- Нужны доказательства (1967)
- Fares Bani Hemdan (1966)
- Hikayet el omr kulluh (1965)
- Сын Клеопатры (1964)
- Победитель Салладин (1963)
- Min agl hubbi (1960)
- Ради женщины (1959)
- Порт Саид (1957)
- Ibn el harra (1953)
- Отверженные (1943)
- Ali Baba wa al arbain harame (1942)
- Фабрика жён (1941)